# Station Tonneins
Station Tonneins is een spoorwegstation in de Franse gemeente Tonneins.
Het station werd geopend op 3 december 1855 met een spoorverbinding naar Bordeaux.
Het wordt bediend door treinen van het netwerk TER Nouvelle-Aquitaine op het traject Bordeaux Agen.